# OMA (motorfiets)
OMA is een historisch Italiaans motorfietsmerk dat van 1952 tot 1955 dat 173 cc zij- en kopkleppers met drie versnellingen maakte.